# 山西教育出版社
山西教育出版社（英語：Shanxi Education Press），是一家位于山西太原的出版社，其地址位于山西太原并州北路11号。

## 概述
山西教育出版社前身是山西人民出版社文教编辑室，1989年6月由国家新闻出版署批准成立。1990年5月，开始独立运营，以教育类图书和文史图书为主要出版方向。之后开始经营各类学校和业余教育教材、工具书、教学参考书、学生课外读物以及教育理论等方面的学术著作。2000年5月30日，中共山西省委宣传部、山西省教育厅、省新闻出版局组织庆祝山西教育出版社建社10周年。